# Municipio de Santa Inés del Monte
El municipio de Santa Inés del Monte es un municipio de 2372 habitantes situado en el Distrito de Zaachila, en el estado de Oaxaca, México.
Se localiza en la región de Valles Centrales a una altitud de 2400 metros sobre el nivel del mar. Colinda al noroeste con San Pablo Cuatro Venados; al noreste con Villa de Zaachila; al sureste con Magdalena Mixtepec; al sureste con Zimatlán de Álvarez y al este con Trinidad Zaáchila.

## Demografía
El municipio está habitado por 2,372 personas, la cabecera municipal es Santa Inés del Monte con 642 habitantes. Existe un grado de marginación alto, el 60.33% de la población vive en condiciones de pobreza extrema.

### Localidades
En el municipio se encuentran los siguientes poblados:
| Localidad            | Población (2010) |
| -------------------- | ---------------- |
| Santa Inés del Monte | 642              |
| La Lobera            | 501              |
| El Carmen            | 395              |
| La Soledad           | 220              |
| La Cañada            | 197              |
| La Guadalupe         | 144              |
| Barrio Lluu          | 124              |
| Barrio Matamoros     | 116              |
| Barrio Allende       | 91               |
| El Comalito          | 46               |
| Buena Vista          | 21               |
| El Ocote             | 17               |
| La Plazuela          | 12               |
| La Herradura         | 9                |